# 沙斯皮尼亚克
沙斯皮尼亚克（法語：Chaspinhac，法語發音：[ʃaspiɲak]）是法国上卢瓦尔省的一个市镇，属于勒皮区。

## 地理
沙斯皮尼亚克（45°5'10"N, 3°56'40"E）面积16.44 平方千米，位于法国奥弗涅-罗讷-阿尔卑斯大区上盧瓦爾省，该省份为法国中南部省份，北起多姆山省和卢瓦尔省，西接康塔爾省，南至洛泽尔省，东临阿尔代什省。
与沙斯皮尼亚克接壤的市镇（或旧市镇、城区）包括：布拉沃济、卢瓦尔河畔拉武特、马尔勒韦尔、勒蒙泰伊、波利尼亚克、圣日耳曼拉普拉德。
沙斯皮尼亚克的时区为UTC+01:00、UTC+02:00（夏令时）。

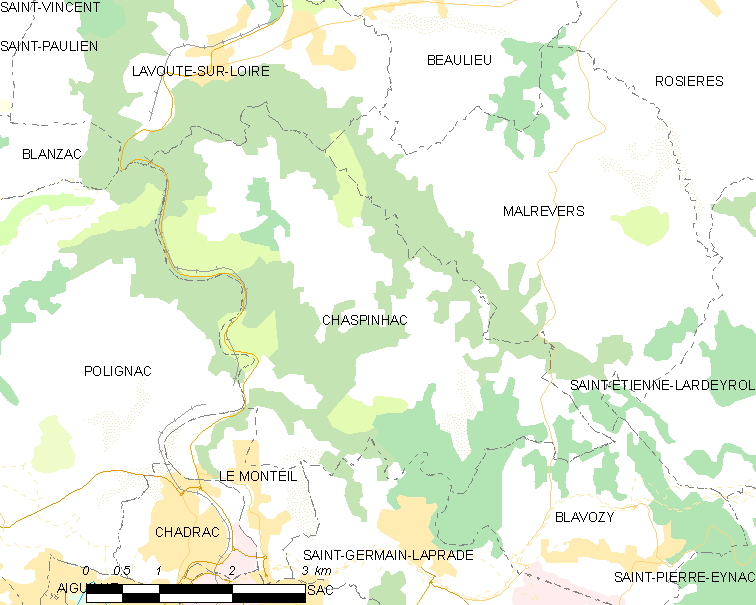
沙斯皮尼亚克的OSM定位图

## 行政
沙斯皮尼亚克的邮政编码为43700，INSEE市镇编码为43061。

## 政治
沙斯皮尼亚克所属的省级选区为勒皮第二县。

## 人口

1962-2008年间沙斯皮尼亚克人口变化图示

沙斯皮尼亚克于2022年1月1日时的人口数量为881人。